# 琥珀捲管螺
琥珀捲管螺（学名：Clavus candens）为捲管螺科角捲管螺屬下的一个种。